# Lazzeroni
Lazzeroni Arms Company es una compañía de armas de fuego y cartuchos con sede en Tucson, Arizona fundada por John Lazzeroni. Es conocida por diseñar y producir rifles de caza de largo alcance y cartuchos de alta velocidad. 

## Fusiles Lazzeroni
Los rifles Lazzeroni se fabricaron en un principio utilizando mecanismos Remington Modelo 700, pero debido a problemas de alimentación y preocupaciones sobre la resistencia de estos, la compañía utilizó posteriormente una acción McBros especialmente modificada con un conjunto de cargador personalizado.  Más recientemente, la empresa ha venido usando mecanismos SAKO especialmente diseñadas para Lazzeroni. 
El rifle estándar de Lazzorni, el L2000ST, tiene un  cañón de 27 pulgadas y pesa 8 libras (3.6 kg) sin mira telescópica.  El rifle de montaña ligero de la compañía, modelo L2000SA, tiene un cañón de 24 pulgadas y pesa 6.5 libra (2.9 kg) en un sistema de magnum corto. 

## Cartuchos propiedad de Lazzeroni
Lazzeroni ha desarrollado una serie de cartuchos magnum de propiedad exclusiva, cortos y largos, sin cinturón  Los cuales incluyen: 
- 6.17mm Spitfire
- 6.17mm Flash
- 6.57mm Scramjet
- 6.71mm Phantom
- 6.71mm Blackbird
- 7.21mm Tomohawk
- 7.21mm Firebird
- 7.21mm Firehawk
- 7.82mm Patriot
- 7.82mm Warbird
- 8.59mm Galaxy
- 8.59mm Titan
- 9.09mm Eagle
- 9.53mm Hellcat
- 9.53mm Saturn
- 10.57mm Maverick
- 10.57mm Meteor
- 12.04mm Bibamufu